# Stagg
 (mars 2024).
Stagg est une marque mondiale d'instruments de musique, de matériel audiovisuel et d'accessoires, dont le siège est situé à Bruxelles.

## L'histoire de Stagg
L'histoire de la marque remonte aux années 1970, au Japon, où l'entreprise de guitares Stagg a vu le jour à travers la création de nombreux modèles emblématiques. À la fin des années 1980, la production a ralenti. 
En 1995, Leonardo Baldocci, fondateur et directeur du groupe de distribution EMD Music actif en Europe et aux États-Unis, a relancé la marque avec pour ambition d'offrir des instruments et accessoires de qualité à un prix abordable. 
Sous la direction d'EMD Music, Stagg a pris son essor et a connu en quelques années une réussite internationale. Sa large gamme de produits, conçus par des spécialistes dans les bureaux bruxellois de l'entreprise, comprend des guitares, des basses, des instruments folk, des cymbales, des percussions, des instruments d'orchestre, des produits de son et lumière et des accessoires. 
Ce vaste éventail de produits répond aux besoins des joueurs amateurs et semi-professionnels ainsi que du secteur éducatif. La série premium de Stagg, qui comprend notamment les guitares Silveray, les instruments à vent Levante et les cymbales Stagg Pro, vise quant à elle à accompagner ceux qui poursuivent un voyage musical de toute une vie. 
En 2015, pour célébrer son vingtième anniversaire, Stagg a adopté un nouveau logo et un nouveau slogan (Stagg Gets You Playing), invitant une nouvelle génération de musiciens à explorer l'univers unique de Stagg, accessible à tous. 
Stagg possède des ramifications en Europe continentale, au Royaume-Uni, à Nashville (États-Unis) et à Foshan (Chine). 

## Produits phares

### LightTheme
Un système unique et simplifié de contrôle de lumières de spectacle.

### Guitare Silveray
Une gamme de Guitare aux formes originales propres à la marque.

### Cymbales Genghis
Cymbales en bronze martelées à la main couvrant une large gamme de sonorités.